# Кшепоцин
Кшепоцин (пол. Krzepocin, нім. Lüttkenhagen) — село в Польщі, у гміні Свежно Каменського повіту Західнопоморського воєводства.
Населення — 132 особи (2011).
У 1975-1998 роках село належало до Щецинського воєводства.

## Демографія
Демографічна структура станом на 31 березня 2011 року:
|          | Загалом | Допрацездатний вік | Працездатний вік | Постпрацездатний вік |
| -------- | ------- | ------------------ | ---------------- | -------------------- |
| Чоловіки | 71      | 17                 | 46               | 8                    |
| Жінки    | 61      | 12                 | 42               | 7                    |
| Разом    | 132     | 29                 | 88               | 15                   |